# Premier corps de l'armée du Tennessee
Le premier corps de l'armée du Tennessee est une unité militaire qui défend les États confédérés d'Amérique au cours de la guerre de Sécession. C'est un corps d'armée au sein de l'armée du Tennessee, officiellement créé en novembre 1862 et qui continue d'exister jusqu'à sa reddition le 26 avril 1865, en Caroline du Nord. Il est également diversement connu comme le corps de Polk, le corps de Hardee, et corps de Cheatham.

## Contexte
Les unités constituant le premier corps sont issues de l'organisation du département N° 2 (ou le département de l'Ouest) des États confédérés, qui a la responsabilité de la défense de la zone située entre la rivière Tennessee et le Mississippi. Il comprend des soldats de l'armée du Mississippi, prédécesseur de l'armée du Tennessee.

## Historique des commandements

### Commandement sous les ordres du lieutenant général Leonidas Polk

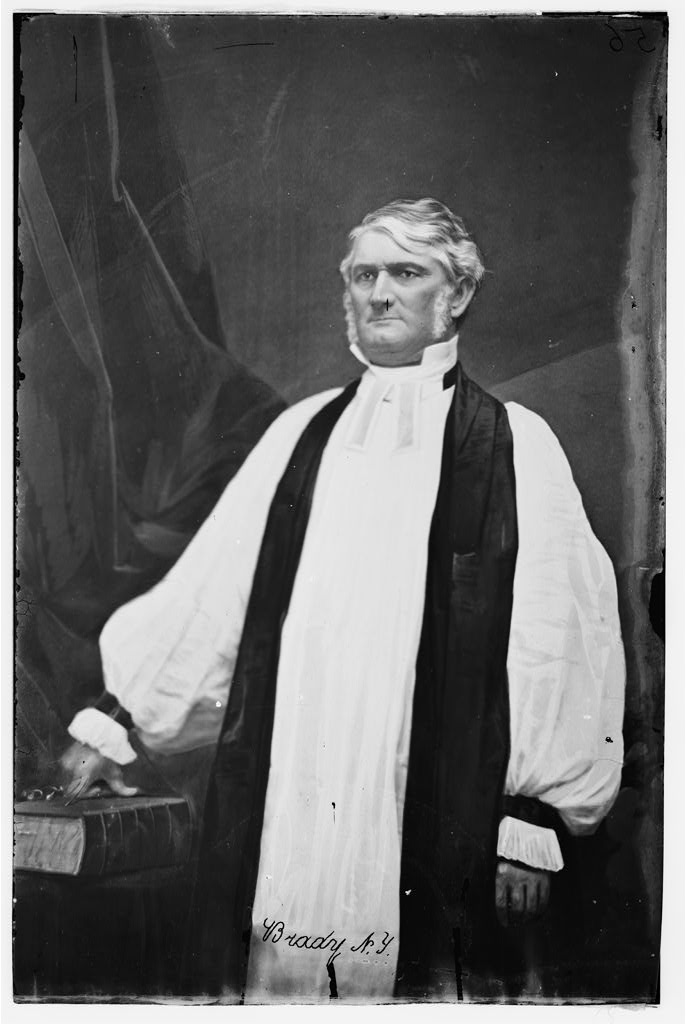
Lieutenant général. Leonidas Polk

Le lieutenant général. Leonidas Polk commande le premier corps du 20 novembre 1862 au 29 septembre 1863. Il en prend le commandement le 26 novembre 1862, et il le tient (avec des interruptions) jusqu'à ce qu'il soit relevé le 29 septembre 1863, et son arrestation le 23 octobre. Le premier corps participe à la campagne du Tennessee de juin à octobre 1863 sous le général Braxton Bragg.
Principaux engagements sous les ordres du lieutenant général Polk :
- Bataille de Stones River décembre 1862 - janvier 1863
- Bataille de Chickamauga septembre 1863

### Commandement sous les ordres du major général B. F. Cheatham

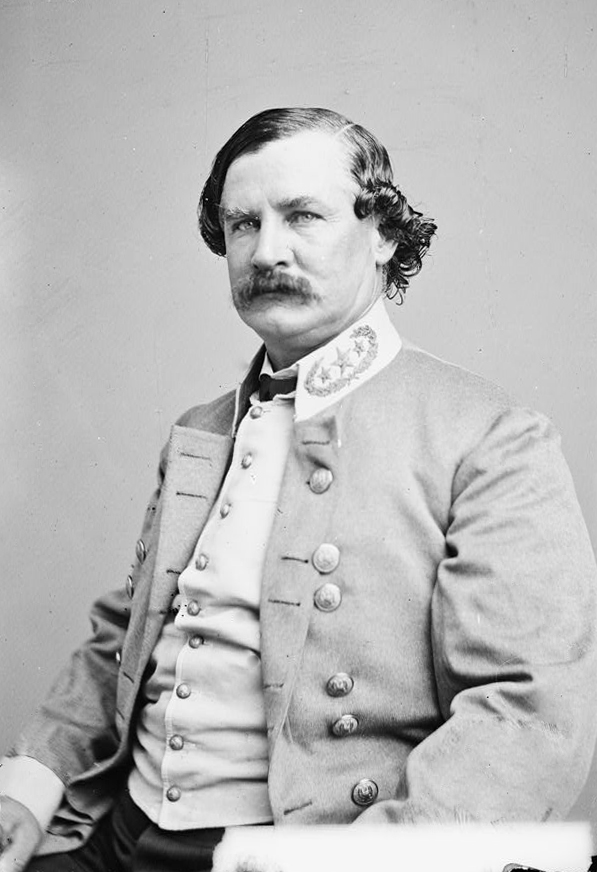
Major général Benjamin F. Cheatham

Le major général Benjamin F. Cheatham commande le premier corps quatre fois, pendant les périodes du 29 septembre au 23 octobre 1863, du 2 décembre au 27 décembre 1863, puis du 31 août au 2 septembre 1864, et enfin entre le 28 septembre 1864 le 23 février 1865. Cette dernière affectation est la seule période où il n'est pas au commandement « temporaire » du corps d'armée.

### Commandement sous les ordres du lieutenant général W. J. Hardee

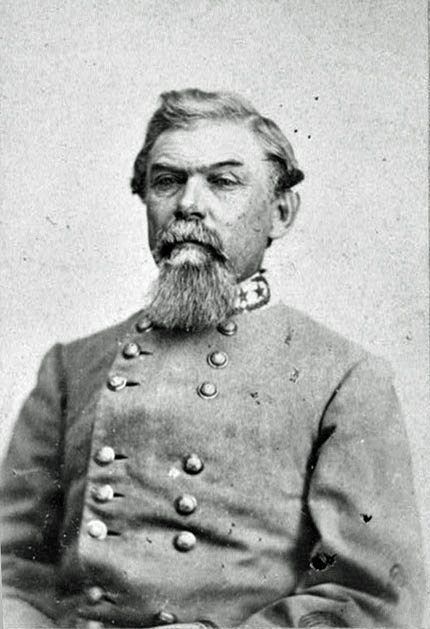
Lieutenant général William J. Hardee

Le lieutenant général William J. Hardee commande le premier corps quatre fois, pendant les périodes du 23 octobre au 2 décembre 1863, à nouveau du 27 décembre au 31 août 1863, une troisième fois du 2 septembre 1864 au 28 septembre 1864, et enfin du 23 février 1865 au 26 avril 1865. À cette date, le corps, avec le reste de l'armée du Tennessee, se rend avec le général Joseph E. Johnston.

### Commandement sous les ordres du major général P. R. Cleburne

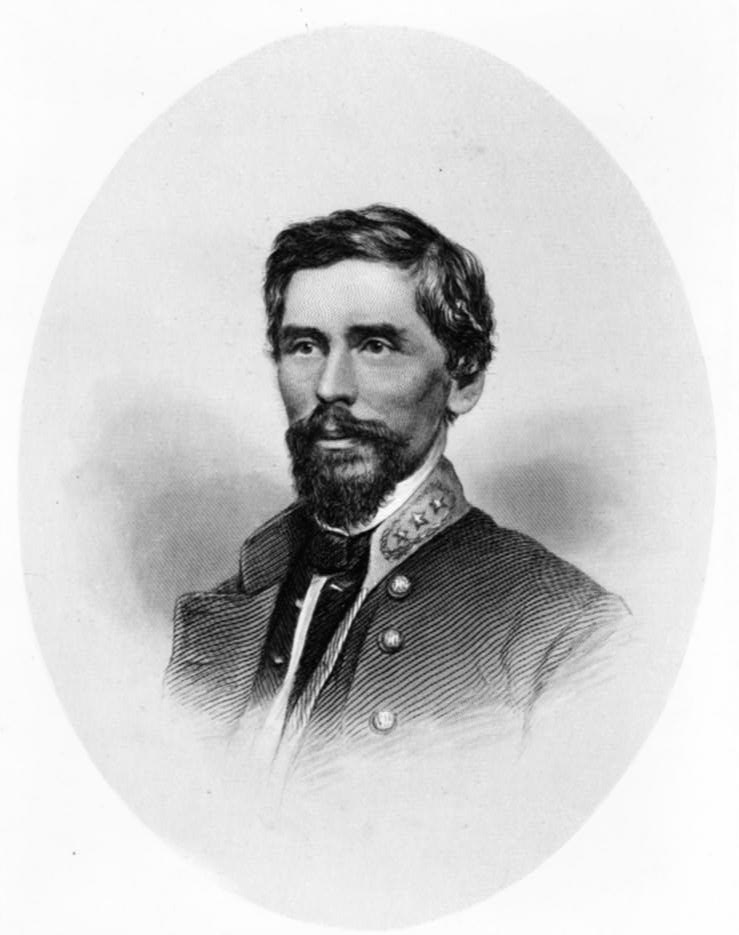
Major général Patrick R. Cleburne

Major général Patrick Cleburne commande le premier corps, à titre temporaire, du 31 août au 1er septembre 1864.
Unités ajoutées
- Le 31 octobre 1863, une partie du troisième corps de l'armée du Tennessee est ajouté au premier corps
- Le 4 novembre 1863, le « corps de réserve » de l'armée est ajouté
- Le 10 avril 1865, toutes les forces restantes dans l'état de Géorgie sont ajoutées[3].